# Dagmar Olrik
Dagmar Olrik (28 juin 1860, Copenhague - 22 septembre 1932, Klampenborg) est une artiste peintre et tapissière danoise.
Elle est principalement reconnue pour son travail de tissage et de tapisserie et en particulier pour la décoration d'une des salles de la mairie de Copenhague, réalisée à partir de dessins de la mythologie nordique créés par Lorenz Frølich. Pendant 18 ans, elle dirige un groupe d'artistes dans la salle de tissage de la mairie, où le travail de confection a été accompli,.

## Biographie

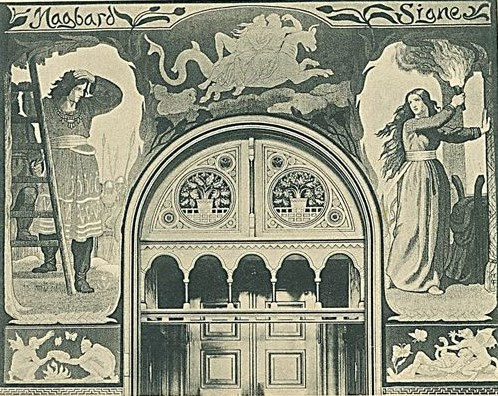
Dessin de Malthe Engelsted de la tapisserie à la mairie de Copenhague par Dagmar Olrik, sur des dessins de Lorenz Frølich (avant 1930).

Dagmar Olrik est la fille du peintre Henrik Benedictus Olrik et de Hermina Valentiner. Elle grandit entourée de ses sept frères et sœurs dans un foyer intéressé par la culture et l'apprentissage. Après avoir passé une année à la Tegne- og Kunstindustriskolen for Kvinder en 1879, elle est formée par son père puis par le peintre Viggo Pedersen.

## Carrière artistique
En 1893, elle expose pour la première fois ses œuvres à Charlottenborg. Cependant, la tapisserie devient  son principal centre d'intérêt. Déjà en 1886, elle compose une image tissée sur la base d'un dessin animé créé par Johanne Frimodt. En 1900, lors d'un voyage d'étude en Europe, elle apprend l'art du tissage et de la création de tapisserie, en particulier à Rome et à Florence.
En 1902, elle devient cheffe de l'atelier de tissage de tapisseries à l'hôtel de ville de Copenhague. À l'initiative de son frère Axel, elle commence à décorer la mairie de la ville avec des tapisseries célébrant le 80e anniversaire de l'artiste danois Lorenz Frølich, en s'appuyant sur ses illustrations de l'Histoire du Danemark de Frabricius datant de 1852. Le travail de confection durera 18 ans. Elle entreprend également des travaux de réparation et de rénovation de tapisserie pour le Musée national, l'Université de Copenhague et plusieurs manoirs de la région.
Dagmar Olrik est l'une des principales actrices de la renaissance de l'intérêt danois pour l'art de la tapisserie. Elle a également formé un certain nombre d'étudiants pour l'aider dans son travail et suivre ses traces. 
L'artiste décède à Klampenborg le 22 septembre 1932. Elle est enterrée dans le Vestre Kirkegård de Copenhague. 